# Зинченко, Александр Алексеевич
Алекса́ндр Алексе́евич Зи́нченко (укр. Олександр Олексійович Зінченко; 16 апреля 1957 года, Славута — 9 июня 2010 года, Киев) — советский и украинский государственный и политический деятель.
Член СДПУ(о) (1996—2003).

## Биография
Родился в семье советского военного контрразведчика Алексея Михайловича Зинченко и Александры Антоновны, которая работала медсестрой. Его отец был начальником особого отдела дивизии, которой командовал в Германии Николай Огарков. Его отец организовывал известный обмен Фрэнсиса Пауэрса на Рудольфа Абеля, состоявшийся 10 февраля 1962 года на мосту Глинике в Западном Берлине. «Отец оставил неизгладимый след в моей судьбе — ему удалось настроить меня на серьёзную работу, как настраивают музыкальный инструмент, и я очень ему благодарен за качества, которые он мне привил: упорство и понимание, что всё достаётся трудом», — отмечал спустя годы Александр. (Непосредственное влияние отца на свою карьеру в комсомоле А. Зинченко отвергал, отмечая, что «к началу моей комсомольской карьеры его уже не было в живых».)
Окончил физический факультет Черновицкого государственного университета (1979). Затем работал инженером научно-исследовательского сектора кафедры теоретической физики, был аспирантом, младшим научным сотрудником университета. Кандидат физико-математических наук, диссертация «Влияние магнитного поля на экситонные спектры полупроводниковых кристаллов» (1982) (науч. руководитель Н. В. Ткач  ).
С 1983 года на комсомольской работе, прошёл путь от заместителя секретаря комитета комсомола Черновицкого университета до заведующего отделом пропаганды и агитации ЦК ВЛКСМ, был секретарём ЦК по идеологии, главой координационного комитета по связям с молодежными организациями СССР.
В 1986 году переехал в г. Киев из Черновцов. Затем — в Москву.
«Самое сильное идейное впечатление и влияние на моё становление произвела работа под руководством Александра Николаевича Яковлева, с 1988-го года возглавлявшего комиссию съезда народных депутатов СССР по реабилитации жертв политических репрессий, куда я входил от ЦК ВЛКСМ», — вспоминал А. Зинченко. В 1990 году стоял у истоков Движения демократических реформ.
Во время ГКЧП соавтор публичного заявления ЦК ВЛКСМ о решительном осуждении путча как попытки государственного переворота.
Был председателем ликвидационной комиссии ВЛКСМ. Затем окончил Академию общественных наук по специальности «политология» и в июне 1992 года вернулся в Киев.
20 октября 1996 года стал генеральным директором АОЗТ «Украинская независимая ТВ-корпорация» (телеканал «Интер»). До мая 2002 года был почётным президентом телеканала «Интер».
С 1996 года член СДПУ(о), с 1998 года — первый заместитель председателя СДПУ(о).
Народный депутат Верховной рады Украины III и IV созывов, заместитель председателя Верховной рады IV созыва.
Был уполномоченным представителем фракции объединённых социал-демократов с мая 2002-го по сентябрь 2003 года. В мае 2002 года избран заместителем председателя парламента по квоте СДПУ(о).
17 июня 2003 года написал заявление о выходе из СДПУ(о), 11 сентября 2003 года Политбюро СДПУ(о) исключило Александра Зинченко из партии. 17 сентября 2004 года опубликовано открытое письмо на его имя, подписанном членами СДПУ(о), где они заявили, что политический рост, которого он достиг, состоялся «исключительно благодаря партии».
В июле 2004 года возглавил избирательный штаб Виктора Ющенко на президентских выборах, 25 сентября возглавил штаб коалиции «Сила народа».
24 января 2005 года был назначен на должность Государственного секретаря Украины — главой секретариата Президента Ющенко, 3 сентября 2005 года подал в отставку, обвинив в коррупции ближайшее окружение Виктора Ющенко (Петра Порошенко, Александра Третьякова, Николая Мартыненко), это спровоцировало кризис власти и отставку правительства Юлии Тимошенко.
По собственному заявлению в ноябре 2005 года, получил предложение войти в первую пятёрку избирательного списка Блока Юлии Тимошенко.
На парламентских выборах 2006 года возглавлял список Партии патриотических сил Украины (ППСУ), председателем которой был избран 22 октября 2005 года, набравшей всего 0,1 % голосов. 3 июля 2006 года был исключён из ППСУ.
«Я не стремлюсь во власть любой ценой. В колоде Таро есть карта, символизирующая политика. На ней изображён сидящий человек, который отводит от своего лица маску. Но там оказывается новая маска, которую он держит другой рукой. Бесконечная смена масок, но лица при этом не видать. Я бы не хотел участвовать в такой политике, где у людей нет собственного лица» («Экономические известия», 31 июля 2006 г.).
В октябре 2006 года был назначен советником Виктора Ющенко по вопросам информационной политики, что вызвало протест среди партийцев «Наша Украина». Президиум совета Народного союза «Наша Украина» (почётным председателем которого является Виктор Ющенко) заявил в связи с этим назначением, что «безответственный политик, который развалил работу государственного секретариата и не справился со своими должностными обязанностями, о чём заявил президент в прошлом году, не имеет морального права давать советы главе государства». 10 апреля 2008 года был уволен с должности советника президента Ющенко.
На выборах в Киевский городской совет 2008 года был избран по списку БЮТ (шёл под № 4) и занял пост председателя БЮТ в Киевсовете.
28 мая 2008 года назначен руководителем группы научных консультантов премьер-министра Украины.
В феврале 2009 — марте 2010 гг. — Генеральный директор Национального космического агентства Украины.
9 июня 2010 года скончался от рака крови. Похоронен 11 июня на Байковом кладбище.

## Интересные факты
- У Сергея Руденко отмечено, что Александр Зинченко повторил путь Виктора Медведчука, первым заместителем которого являлся, когда тот возглавлял СДПУ(о). Тот тоже в своё время был заместителем председателя парламента, а затем — руководителем президентской администрации.

## Награды
Заслуженный журналист Украины. Академик Телевизионной академии Украины. Награждён орденом «Святой князь Владимир» IV степени.
Имел чёрный пояс (шестой дан) по карате.

## Семья
- Вдова — Ирина Юрьевна Зинченко (род. 20 января 1957) — бывшая ведущая программы «Уикэнд» на телеканале Интер[10][11]
- Две дочки Екатерина (1979 г.р.) и Александра (1982 г.р.), Екатерина тоже работала ведущей спортивной программы на телеканале Интер до 2003 года.